# 和田啓一
和田 啓一（わだ けいいち、1932年（昭和7年）7月13日 - ）は、日本の元裁判官・弁護士。元高松地方裁判所所長。和田啓一法律事務所所長。横浜弁護士会所属。北海道大学法学部卒業。北海道出身。

## 経歴
- 1964年（昭和39年）　釧路地方・家庭裁判所判事補
- 1967年（昭和42年）　長野地方・家庭裁判所判事
- 1972年（昭和47年）　東京高等裁判所所長代行
- 1975年（昭和50年）　静岡地方・家庭裁判所部総括判事
- 1983年（昭和58年）　宇都宮地方・家庭裁判所足利支部長
- 1990年（平成2年）　　高松地方裁判所所長
- 1994年（平成6年）　停年退官後、横浜市内で公証役場公証人。
- 2002年（平成12年） 公証人退任。弁護士を開業。勲二等瑞宝章受章。桐蔭横浜大学法学部・法科大学院兼任講師（ - 2007年3月）[2]

この他、司法研修所教官も務める

## 家族
父は、元酪農学園大学教授の和田数雄。

## 注
1. ↑  『北海道人物・人材リスト　2004　なーわ』（日外アソシエーツ編集・発行、2003年）ｐ2112
2. ↑  『全裁判官経歴総覧　第5版』公人社、2010.12、p76以下

| スタブアイコン | サブスタブ | この項目は、まだ閲覧者の調べものの参照としては役立たない、人物に関連した書きかけの項目です。この項目を加筆・訂正などしてくださる協力者を求めています（P:人物伝/PJ:人物伝）。 |